# Seoni (Distrikt)
Seoni ist ein Distrikt im indischen Bundesstaat Madhya Pradesh. Verwaltungssitz ist die gleichnamige Stadt Seoni.

## Geografie
Der Distrikt liegt im Süden des Bundesstaats Madhya Pradesh an der Grenze zum Bundesstaat Maharashtra. Er grenzt im Norden an den Distrikt Jabalpur, im Nordosten und Osten an den Distrikt Mandla, im Osten und Südosten an den Distrikt Balaghat, im Süden an den Bundesstaat Maharashtra, im Südwesten und Westen an den Distrikt Chhindwara sowie im Nordwesten an den Distrikt Narsinghpur.
Naturräumlich zerfällt der Distrikt in Bergland, Hochebenen und Tiefebenen. Das Bergland gehört zur Maikal Range, einem Teil des Satpuragebirges. Mehrere Hochebenen beanspruchen die meiste Fläche des Distrikts. Im Süden und Westen des Distrikts liegen Tiefebenen. Der Fluss Wainganga durchquert den Distrikt zuerst in nördlicher Richtung, wendet sich dann nach Osten und wendet sich danach gegen Süden. Die Sanjay-Sarovar-Talsperre staut einen riesigen Speichersee. Die Regenmenge unterliegt starken Schwankungen. Aber rund 90 % fallen während der sommerlichen Monsunzeit (zweite Juniwoche bis Ende September). In den Monaten Juli bis September ist die Luftfeuchtigkeit sehr hoch. Am wärmsten ist es in den Monaten April bis Juni. Heute sind die Waldgebiete wegen der Rodung zur Gewinnung von Ackerland bedeutend kleiner als in den vergangenen Jahrhunderten.

## Geschichte
Bis ins 16. Jahrhundert wird das Gebiet in keinen Aufzeichnungen erwähnt. Es blieb mehr als 200 Jahre in der Hand von Fürsten aus dem Volk der Gond. Denn im Jahr 1530 eroberte Sangram Shah einen Teil des heutigen Distriktgebiets und verleibte es seinem Reich Garha-Mandla ein. Einer seiner Nachfolger trat das Gebiet um 1700 an den Raja von Deogarh ab. Im Jahr 1743 eroberten die Marathen den größten Teil des heutigen Distrikts, das bis dahin zum Königreich Deogarh gehört hatte. Nach dem Dritten Marathenkrieg wurde das Gebiet gegenüber der Britische Ostindien-Kompanie tributpflichtig. Von 1861 bis 1947 war das Gebiet Teil der Central Provinces. Nach mehreren Gebietsabtäuschen entstand zwischen 1867 und 1873 der Distrikt Seoni, der 1931 Teil des Distrikts Chhindwara wurde. Nach dem Ende der Kolonialherrschaft wurde das Distriktsgebiet wieder ein eigenständiger Distrikt und Teil des neuen Bundesstaats Madhya Pradesh.

### Einwohnerentwicklung
In den ersten Jahrzehnten des 20. Jahrhunderts wuchs die Bevölkerung nur schwach. Dies wegen Seuchen, Krankheiten und Hungersnöten. Seit der Unabhängigkeit Indiens hat sich die Bevölkerungszunahme beschleunigt. Während die Bevölkerung in der ersten Hälfte des 20. Jahrhunderts um rund 32 % zunahm, betrug das Wachstum in den fünfzig Jahren zwischen 1961 und 2011 163 %. Die Bevölkerungszunahme zwischen 2001 und 2011 lag bei nur 18,22 % oder rund 213.000 Menschen. Offizielle Bevölkerungsstatistiken der heutigen Gebiete sind seit 1901 bekannt und veröffentlicht.
| Jahr      | 1901    | 1911    | 1921    | 1931    | 1941    | 1951    | 1961    | 1971    | 1981    | 1991      |
| Einwohner | 328.281 | 396.165 | 348.871 | 393.732 | 423.333 | 434.061 | 523.741 | 668.352 | 809.713 | 1.000.831 |

### Bedeutende Orte
Im Distrikt gibt es nur sechs Orte, die als Städte (towns und census towns) gelten. Deshalb ist der Anteil der städtischen Bevölkerung im Distrikt sehr gering. Denn nur 163.890 der 1.379.131 Einwohner oder 11,88 % leben in städtischen Gebieten. Die weitaus größte Siedlung ist der Hauptort Seoni mit 102.343 Einwohnern. Daneben gibt es folgende Orte mit mehr als 10.000 Bewohnern:

### Volksgruppen
In Indien teilt man die Bevölkerung in die drei Kategorien general population, scheduled castes und scheduled tribes ein. Die scheduled castes (anerkannte Kasten) mit (2011) 130.797 Menschen (9,48 Prozent der Bevölkerung) werden heutzutage Dalit genannt (früher auch abschätzig Unberührbare betitelt). Die scheduled tribes sind die anerkannten Stammesgemeinschaften mit (2011) 519.856 Menschen (37,69 Prozent der Bevölkerung), die sich selber als Adivasi bezeichnen. Zu ihnen gehören in Madhya Pradesh 46 Volksgruppen. Mehr als 5000 Angehörige zählen die Gond (464.849 Personen oder 33,71 % der Distriktsbevölkerung) und Pardhan (35.704 Personen oder 2,59 % der Distriktsbevölkerung).

## Verwaltungsgliederung
Die Verwaltungseinheit Seoni gibt es als Tehsil oder Distrikt seit dem 19. Jahrhundert. Zwischenzeitlich wurde sie aufgelöst und auf bestehende Nachbargebiete aufgeteilt. Der Distrikt Seoni besteht aus den acht Verwaltungsbezirken (Tehsils oder Subdivisions) Barghat, Chhapara, Dhanora, Ghansaur, Keolari, Kurai, Lakhnadon und Seoni. Er zählt sechs Städte und 1579 bewohnte Dörfer mit sechs Stadtverwaltungen und 645 Dorfverwaltungen.

## Verkehr
Wichtigste Eisenbahnlinien sind die Strecken von Jabalpur nach Gondiya und von Nainpur nach Chhindwara. Im gesamten Distrikt gibt es 13 Bahnhöfe. Hinzu kommen als überregionale Straßenverbindungen der National Highway 44 (von Nord nach Süd), National Highway 34 (beides Nord-Süd-Verbindungen) und der National Highway 347 (Ost-West-Verbindung) sowie einige State Highways. Wichtig für den Personenverkehr sind die zahlreichen regionalen Buslinien und die überregionalen Busverbindungen nach Bhopal, Gondiya, Jabalpur, Nagpur und Ranchi.

## Sehenswürdigkeiten
- Pench-Nationalpark und -Tigerreservat
- Sona Rani Palast
- Bimgarh Sanjay Sarovar Damm